# Pubigera subvillosula
Pubigera subvillosula är en svampart som först beskrevs av Rehm, och fick sitt nu gällande namn av Baral, Gminder & Svrcek 1995. Pubigera subvillosula ingår i släktet Pubigera och familjen Hyaloscyphaceae.   Inga underarter finns listade i Catalogue of Life.